# Thomas Wallnig
Thomas Wallnig (* 24. Juni 1975 in Bozen) ist ein österreichischer Historiker.

## Leben
Seine Mutter ist die Innsbrucker Historikerin Brigitte Mazohl, sein Vater ist der Salzburger Dirigent Josef Wallnig. Von 1993 bis 2004 studierte Wallnig an der Universität Graz. Er erwarb den Magistergrad in Geschichte (Nebenfach Italianistik) im Jahr 1999 und promovierte zum Dr. phil. in Geschichte 2004 mit einer Dissertation über Herkunft und Bildungsweg des gelehrten Melker Mönches Bernhard Pez; sein Betreuer bei beiden Qualifikationsarbeiten war Walter Höflechner. 1998–2001 absolvierte er die Ausbildung in Historischen Hilfswissenschaften und Archivkunde am Institut für Österreichischen Geschichtsforschung an der Universität Wien. Er wirkte im Anschluss daran als Forscher und Archivar beim ORF, wie auch beim Arbeiter-Samariter-Bund Österreichs. Von 2004 bis 2014 war er hauptverantwortlicher Leiter diverser FWF-Projekte über Benediktiner und ihre Rolle in der Gelehrtenrepublik der Frühen Neuzeit. Seit der im Jahr 2016 erfolgten Habilitation (Wien) ist er Privatdozent an der Universität Wien.
Seit 2022 ist Wallnig als Senior Scientist für die Koordination digitaler Forschungsagenden an der Historisch-Kulturwissenschaftlichen Fakultät der Universität Wien verantwortlich. Seit demselben Jahr ist er Mitglied der Historischen Sektion der Bayerischen Benediktinerakademie (seit 2023: Benediktinische Akademie Salzburg). In der Funktionsperiode 2024 bis 2026 fungiert er als Vizedekan für (digitale) Infrastruktur an der Historisch-Kulturwissenschaftlichen Fakultät der Universität Wien.

## Forschung
Seit Studienbeginn erhielt Wallnig Förderungen von wissenschaftlichen Einrichtungen in Pisa, Turin, Wolfenbüttel, Paris, Princeton, Stanford und Bayreuth.
Das erfolgreiche START-Projekt über gelehrte Benediktiner hat rund 1000 Briefe an die Brüder Hieronymus und Bernhard Pez aus dem Stift Melk für eine Edition vorbereitet und später in zwei umfangreichen Bänden veröffentlicht. Die Bände enthalten Texte, deutsche Regesten, Kommentare und Indices. Zusätzlich zu den Briefen der gelehrten Benediktiner wurden Originaldokumente, Bücherkataloge aus Klosterbibliotheken und weiteres Quellenmaterial herangezogen. Die Forschungsinitiative setzt sich fort mit dem COST ACT
ION Projekt IS1310, Reassembling the Republic of Letters.
Seine Habilitation im Jahr 2016 für Geschichte der Neuzeit an der Universität Wien erfolgte unter anderem mit Forschungsaufträgen an der Princeton University. Die Habilitationsschrift ist Critical Monks: The German Benedictines, 1680–1740.
Wallnigs Hauptforschungsbereiche sind (frühe) moderne europäische Geschichte; Hilfswissenschaften der Geschichte; Wissens- und Wissenschaftsgeschichte; digitale Geisteswissenschaften; Kloster- und Kirchengeschichte; Gelehrtenrepublik; Geschichte der Geschichtsschreibung (einschließlich 19. und 20. Jahrhundert); österreichische, deutsche und italienische Geschichte; Geschichte von Rock ’n’ Roll.
Er ist Vorsitzender der  Österreichischen Gesellschaft zur Erforschung des 18. Jahrhunderts und Herausgeber von Das achtzehnte Jahrhundert und Österreich. Jahrbuch der Österreichischen Gesellschaft zur Erforschung des 18. Jahrhunderts. Er ist Mitherausgeber von der Schriftenreihe der Österreichischen Gesellschaft zur Erforschung des 18. Jahrhunderts.

## Schriften (Auswahl)
- Gasthaus und Gelehrsamkeit. Studien zu Herkunft und Bildungsweg von Bernhard Pez OSB vor 1709. Wien 2007, ISBN 3-486-58079-5.
- Die Herausforderung Helfen. 80 Jahre Arbeiter-Samariter-Bund Österreichs (1927–2007). Im Spannungsfeld von Gesundheitswesen und Hilfskultur. Wien 2007, OCLC 943950080.
- mit Thomas Stockinger (Hrsg.): Die gelehrte Korrespondenz der Brüder Pez. Text, Regesten, Kommentare. Band 1. 1709–1715. Wien 2010, ISBN 978-3-486-58938-2.
- mit Thomas Stockinger, Ines Peper, Patrick Fiska (Hrsg.): Europäische Geschichtskulturen um 1700 zwischen Gelehrsamkeit, Politik und Konfession. De Gruyter, Berlin 2012, ISBN 978-3-11-025918-6.
- mit Thomas Stockinger (Hrsg.): Die gelehrte Korrespondenz der Brüder Pez. Text, Regesten, Kommentare. Band 2. 1716–1718. Böhlau, Wien 2015, ISBN 978-3-205-79572-8.
- mit Howard Hotson (Hrsg.): Reassembling the Republic of Letters in the Digital Age. Standards, Systems, Scholarship. Göttingen 2019, ISBN 978-3-86395-403-1.
- mit Ines Peper (Hrsg.): Central European Pasts. Old and New in the Intellectual Culture of Habsburg Europe, 1700–1750. De Gruyter, Berlin 2022, ISBN 978-3-11-064911-6.
- mit Julian Lahner und Marion Romberg (Hrsg.): Kirche und Klöster zwischen Aufklärung und administrativen Reformen. Jahrbuch der Österreichischen Gesellschaft zur Erforschung des Achtzehnten Jahrhunderts, Bd. 36, Vandenhoeck & Ruprecht, Wien 2021, ISBN 978-3-205-21375-8.
- mit Thomas Assinger und Elisabeth Lobenwein (Hrsg.): Achtzehntes Jahrhundert populär. Böhlau, Wien, 2022, ISBN 978-3-205-21547-9.